# 高鼎三
高鼎三（1914年07月24日—2002年6月13日），上海人，半导体与光电子学专家，中国工程院院士。
1955年回国来吉林大学物理系任教。
1995年，获选中国工程院信息与电子工程学部院士。